# Pearl City (Hawaii)
Pearl City  ist eine Stadt und ein Census-designated place auf der Insel Oʻahu und mit über 47.000 Einwohnern die drittgrößte Stadt im US-Bundesstaat Hawaii. Sie liegt 18 Kilometer vom Stadtzentrum Honolulus entfernt an der Lagune Pearl Harbor und wird vom  Interstate Highway H1 durchquert. Pearl City ist auch an die im Bau befindliche Hochbahn nach Honolulu mit zwei Haltestellen angeschlossen.

## Geschichte
Die Entwicklung des Ortes begann Anfang des 19. Jahrhunderts, als im Pearl Fluss Austern gefunden wurden, die Perlen enthielten. Diese Perlen erweckten die Aufmerksamkeit von König Kamehameha I, der daraufhin den lukrativen Perlenhandel übernahm. Ende des 19. Jahrhunderts wurden in der Umgebung der Stadt Zuckerrohr-Plantagen angelegt, was zur Ansiedlung von Landarbeitern führte. Nach dem Ende des Zuckerrohrbooms Mitte des 20. Jahrhunderts wandte sich die Wirtschaft anderen Agrarprodukten sowie dem Handel und Tourismus zu.

## Demografie
Laut Volkszählung von 2010 wohnen in Pearl City 47.698 Menschen in 14.622 Haushalten und 7.288 Familien. Somit kommen auf einen km² 3.697,5 Menschen. Das Durchschnittseinkommen der Haushalte liegt bei $62.036. Von den Familien leben 4,0 % an der Armutsgrenze.
Das Durchschnittsalter der Bevölkerung liegt bei 37 Jahren. Die Altersverteilung setzt sich zusammen aus 18,8 % unter 18 Jahre, 13,7 % von 18 bis 24, 27,2 % von 25 bis 44, 23,2 % von 45 bis 64 und 17,1 % über 65 Jahre.

### Volksgruppen
| Volksgruppe            | Prozent |
| ---------------------- | ------- |
| Asiaten                | 53,42   |
| „Weiße“                | 17,24   |
| Pazifische Insulaner   | 6,15    |
| Afroamerikaner         | 2,71    |
| Indianische Abstammung | 0,27    |
| Andere                 | 1,41    |
| Gemischte Herkunft     | 18,81   |

## Bildung
In Pearl City gibt es Elementary, Middle und High Schools. Ebenfalls befindet sich dort die staatliche University of Hawaiʻi-West Oʻahu, die Teil des University of Hawaiʻi System ist.

## Persönlichkeiten der Stadt
- James Aiona (* 1955), Politiker
- David Ige (* 1957), Politiker
- Brook Lee (* 1971), Schönheitskönigin